# Caenocara californicum
Caenocara californicum är en skalbaggsart som beskrevs av Leconte 1878. Caenocara californicum ingår i släktet Caenocara och familjen trägnagare. Inga underarter finns listade i Catalogue of Life.